# 芭尔芭拉·希利佐夫斯卡
芭尔芭拉·希利佐夫斯卡（波蘭語：Barbara Ślizowska，1935年2月4日—2023年2月2日），波兰女子体操运动员。她曾代表波兰参加1952年和1956年夏季奥林匹克运动会体操比赛，其中1956年奥运会获得一枚铜牌。